# Comté de Catawba
Le comté de Catawba est un comté situé dans l'État de Caroline du Nord aux États-Unis.

## Démographie
| 1850  | 1860   | 1870   | 1880   | 1890   | 1900   |
| ----- | ------ | ------ | ------ | ------ | ------ |
| 8 862 | 10 729 | 10 984 | 14 946 | 18 689 | 22 133 |

| 1910   | 1920   | 1930   | 1940   | 1950   | 1960   |
| ------ | ------ | ------ | ------ | ------ | ------ |
| 27 918 | 33 839 | 43 991 | 54 653 | 61 794 | 73 191 |

| 1970   | 1980    | 1990    | 2000    | 2010    | - |
| ------ | ------- | ------- | ------- | ------- | - |
| 90 873 | 105 208 | 118 412 | 141 685 | 154 358 | - |

## Communautés
- Délimitation du comté
- Newton (siège)
- Villes
- Census-designated places

### Cities
- Claremont
- Conover
- Hickory
- Newton

### Towns
- Brookford
- Catawba
- Long View
- Maiden

### Census-designated places
- Lake Norman of Catawba
- Mountain View
- St. Stephens